# پروانه آی‌اس‌سی
پروانه آی‌اس‌سی (به انگلیسی: ISC license) یک پروانه سهل‌گیر نرم‌افزار آزاد است که توسط کنسرسیوم سیستم‌های اینترنتی منتشر می‌شود. این پروانه در واقع همان پروانه ساده‌شده بی‌اس‌دی یا پروانه ام‌آی‌تی است، اما لحن و زبان آن متناسب با کنواسیون برن درآمده و بخش‌های غیرلازم از آن حذف شده‌اند. این پروانه در اوایل برای نرم‌افزارهایی استفاده می‌شد که توسط ISC نوشته شده بودند. مانند نرم‌افزار BIND. اما از سال ۲۰۰۳، این پروانه به پروانه مورد علاقه پروژه اپن‌بی‌اس‌دی تبدیل شد و این پروژه و تعدادی پروژه دیگر شروع به استفاده از آن کردند. این پروانه شباهت زیادی به پروانه بی‌اس‌دی دارد.
بنیاد نرم‌افزارهای آزاد پیش از پذیرفتن این پروانه به عنوان یک پروانه نرم‌افزار آزاد، درخواست کرد که لحن پروانه شفاف‌سازی شود. در ژوئیه ۲۰۰۷، "and distribute" در متن پروانه به  "and/or distribute" تغییر کرد. بنیاد نرم‌افزارهای آزاد در نهایت این پروانه را به عنوان «یک پروانه سهل‌گیر نرم‌افزار آزاد که با گنو جی‌پی‌ال سازگار است»، پذیرفت.